# Kurt Krüger (Politiker)
Kurt Krüger (* 16. Mai 1894 in Bromberg; † nach 1944) war ein deutscher Politiker (NSDAP). Er war unter anderem Abgeordneter im preußischen Landtag und Bürgermeister von Neuruppin.

## Leben
In seiner Jugend besuchte Krüger sechs Jahre lang die Volksschule in Bromberg und vier Jahre lang die Oberrealschule. Anschließend absolvierte er eine dreijährige Ausbildung.
Am 26. September 1914 trat Krüger in die Preußische Armee ein. Vom 26. September 1914 bis zum Juni 1917 nahm er mit dem 3. Pommerschen Infanterieregiment Graf Schwerin Nr. 5 als Infanterist am Ersten Weltkrieg teil. Im Juni 1917 wurde er zur Fliegertruppe überwiesen und mit der Fliegerabteilung 12 von Juni 1917 bis zum November 1918 als Kampfpilot eingesetzt. Im November 1918 schied er als Unteroffizier aus der Fliegertruppe aus. Im Krieg wurde Krüger mit dem Eisernen Kreuz 2. Klasse und dem Verwundetenabzeichen in Schwarz ausgezeichnet.
Von Dezember 1918 bis April 1919 beteiligte Krüger sich mit dem Detachment des Majors Boehmaim Grenzschutz Ost in Bromberg. Im Januar 1919 wurde er zum Vizefeldwebel befördert.
Nach seinem Ausscheiden aus der Armee im April 1919 arbeitete Krüger in einem Geschäft in Bromberg. Zu dieser Zeit heiratete er am 26. Juli 1919 Charlotte Semeran (* 12. Mai 1894 in Bromberg). Aus der Ehe ging eine Tochter hervor (* 15. Oktober 1920). Später arbeitete er im Angestelltenverhältnis als Buchhalter und Geschäftsführer in Berlin-Spandau.
Im Dezember 1926 trat Krüger in die SA ein. In dieser gehörte er zunächst von Dezember 1926 bis zum 8. Juni 1927 dem SA-Sturm 10 an. Zum 19. April 1927 trat Krüger der NSDAP bei (Mitgliedsnummer 59.950).
Vom 8. Juni 1927 bis August 1929 amtierte Krüger als Standartenführer I der Gruppe Berlin-Brandenburg: In dieser Zeit stellte er auf Befehl von Walther Stennes Einheiten in Ost- und West-Priegnitz, Ruppin und Havelland auf. Außerdem wurde er am 1. Oktober 1928 zum SA-Standartenführer befördert. Vom August 1929 bis 10. September 1930 führte er die Standarte VII. Vom 10. September 1930 bis zum 15. April 1931 war er Führer der Standarten VII und XXVI. Nach der Niederschlagung der Stennes-Revolte führte Krüger ab dem 15. April 1931 kommissarisch den Gausturm Brandenburg (Führer SA-Grenzmark). Vom November 1929 bis zum April 1932 war er zudem Bezirksverordneter von Spandau.
Anlässlich der Neuaufstellung der SA im Juli 1932 – nach ihrem vorübergehenden Verbot durch die Regierung Brüning im April 1932 – wurde Krüger am 9. September 1932 zum Adjutant der SA-Gruppe Berlin-Brandenburg ernannt. De facto blieb er dies bis zum 31. Oktober 1932, als er die SA verließ, um auf Wunsch von Kurt Daluege in die Schutzstaffel (SS) zu wechseln (SS-Nr. 50.820). Offiziell wurde ihm die Genehmigung zum Übertritt in die SS mit dem Führerbefehl des Obersten SA-Führers Nr. 11 vom 25. Januar 1933 mit Wirkung vom 1. Februar 1933 erteilt. Gleichzeitig schied er aus seiner Funktion als Adjutant der Gruppe Berlin-Brandenburg aus, die faktisch bereits einige Monate zuvor von Gustav Schäfer übernommen worden war. Krügers letzter Rang in der SA war der eines SA-Oberführers, zu dem er durch den Führerbefehl Nr. II des Obersten SA-Führers vom 9. September 1932 befördert worden war.
Im April 1932 war Krüger zudem als Kandidat der NSDAP in den Preußischen Landtag gewählt worden, dem er fortan bis zur Auflösung dieser Körperschaft im Oktober 1933 als Abgeordneter angehörte. Gollert zufolge ragte Krüger in dieser Eigenschaft heraus, da er „als einziger Abgeordneter der NSDAP niemals einen Ordnungsruf erhalten hatte.“
In der SS gehörte Krüger zunächst vom 29. März 1933 bis 26. Juni 1933 dem Stab der SS-Gruppe Ost an. Danach fungierte er vom 22. Juni bis 13. November 1933 als Staffelführer in der Motorgruppe der SS-Gruppe Ost. Später übernahm er vom 21. März 1934 bis zum 1. August 1938 die Führung der 15. SS-Standarte (Neuruppin). Anschließend war er vom 1. August 1938 bis 14. November 1939 dem Stab des Oberabschnitts Ost bzw. vom 14. November 1939 bis November 1944 (oder Kriegsende) dem Stab des Oberabschnitts Spree zugeteilt. Als SS-Führer wurde er am 24. März 1933 zum SS-Standartenführer und am 9. November 1934 zum SS-Oberführer befördert. Eine 1944 vom Führer des SS-Oberabschnitts Spree Max Schneller vorgeschlagene Beförderung zum SS-Brigadeführer wurde dagegen nicht gewährt.
Von 1934 bis zum Ende des NS-Herrschaft im Mai 1945 amtierte Krüger als Nachfolger des 1933 im Amt verstorbenen Ernst Blümel als Bürgermeister bzw. (ab 1. August 1938) Oberbürgermeister von Neuruppin. Daneben gehörte er als Beisitzer in SS-Sachen dem Gaugerichts Kurmark an.
Am 6. November 1944 wurde Krüger zum Führer des II. Volkssturmbataillons beauftragt.